# Planimetría General de Madrid

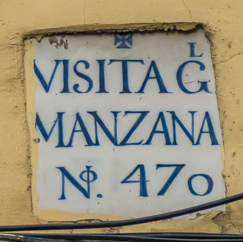
Azulejo de censo con la clave Visita G.^{L} Manzana n.º 470

La denominada Planimetría General de Madrid, en algunas ocasiones denominadas como Planimetría General de la Villa o Visita General, corresponde a un catastro urbano realizado en el siglo XVIII en Madrid.  En el catastro se recogieron documentalmente datos relativos a los propietarios de los inmuebles madrileños y otras características como, dueños anteriores, plano parcelario de cada manzana, descripción de la configuración y estructura de cada inmueble, dimensiones y calidad de la edificación, mención del nombre y número de los inquilinos alojados por cuarto, situación impositiva según la carga de aposento, etc. Cada manzana se acaba numerando e identificando con objetivos de tributación de impuestos. Esta identificación realizada por la Visita General acabó sellándose en cada casa mediante azulejos blancos que en letras azules indicaban el número asignado: † VISITA GL MANZANA N.º xxx. La imprecisión del método hizo que se abandonara tras su uso durante casi un siglo.

## Historia
Entre los años 1749 y 1774 se realiza el catastro urbano más importante de todo el Antiguo Régimen español, conocido como la Planimetría General de Madrid. Lo forman 557 planos de manzanas. La intención inicial del Marqués de la Ensenada era la de renovar el sistema tributario en Castilla. Entre las imposiciones impuestas a los habitantes de Madrid fue la denominada regalía de aposento. El método de imposición de canon se fundamentaba en la denominada Visita General que identificaba de acuerdo con la Planimetría a los habitantes. 
El método de la Visita General consistía en la asignación de un número a cada manzana, de esta forma se identificaba a cada una de las manzanas.  El método acabó siendo derogado por el marqués viudo de Pontejos que acabó imponiendo otro método más lógico fundamentado en la identificación de las calles con nombres de personajes famosos y de eventos históricos.